# یواس‌اس رامپارت (ای‌ام-۲۸۲)
یواس‌اس رامپارت (ای‌ام-۲۸۲) (به انگلیسی: USS Rampart (AM-282)) یک کشتی بود که طول آن ۱۸۴ فوت ۶ اینچ (۵۶٫۲۴ متر) بود. این کشتی در سال ۱۹۴۴ ساخته شد.